# Liopropoma africanum
Liopropoma africanum är en fiskart som först beskrevs av Smith, 1954.  Liopropoma africanum ingår i släktet Liopropoma och familjen havsabborrfiskar. Inga underarter finns listade i Catalogue of Life.